# Регата Оксфорд-Кеймбридж
Регатата „Оксфорд – Кеймбридж“ (на английски: The Boat Race, буквално Състезанието с лодки) е регата с лодки по Темза между отборите на Оксфордския и Кеймбриджкия университети, провеждана ежегодно в Лондон.
Тя е сред първите 5 състезания по популярност във Великобритания. С нея всяка година се открива т.нар „светски сезон“, в който влизат също тенис турнирът в Уимбълдън, изложбата на цветя в Челси и конните надбягвания Royal Ascot в Аскът.
Това състезание е най-старото и най-престижното състезание по академично гребане в света. Първата регата е проведена на 10 юни 1829 г. в Хенли на Темза по инициатива на студентите Чарлз Меривейл (Кеймбридж) и Чарлз Уордсуърт (Оксфорд). От 1856 г. регатата се провежда ежегодно, с изключение на годините на световните войни.
Традиционно регата се провежда последната събота на март или първата събота на април. Дистанцията е 4 мили и 374 ярда (6779 метра). Стартът на регатата е на Пътни бридж в квартал Пътни, финалът – в Мортлейк, гребе се срещу течението на реката. Във всяка лодка има 8 гребци и 1 рулеви. През последните няколко десетилетия времето за изминаване на разстоянието е в рамките на 16 – 20 минути. Отборът на Кеймбридж е в светлосини екипи, а на Оксфорд – в тъмносини.
Няма ограничение за теглото, пола и възрастта на състезателите. Гребците са предимно мъже от тежка категория (над 90 килограма). Всеки гребец прави по около 600 загребвания. Рулевият трябва да е възможно най-лек, като от 1981 г. насам е имало случаи рулеве да е жена, а през 1989 и двата отбора са с рулеви жени.
От 1965 г. насам преди основния старт се провежда състезание на резервните отбори. До 2019 г. победители в регатата 84 пъти са били представителите на Кеймбридж, срещу 80 победи за тези на Оксфорд, има и равенство.